# Halogenowanie
Halogenowanie – reakcja chemiczna polegająca na addycji (dodaniu), substytucji (podstawieniu) lub przegrupowaniu atomów pierwiastków z grupy fluorowców (halogenów) do cząsteczek dowolnych związków chemicznych.

## Przykłady halogenowania

### Chlorowanie metanu
Chlorowanie metanu jest przykładem reakcji halogenowania stosunkowo mało reaktywnych nasyconych węglowodorów alifatycznych. Jednak w pewnych warunkach (promieniowanie świetlne, ogrzewanie, obecność nadtlenków) zachodzi reakcja chlorowania według mechanizmu wolnorodnikowego.
Przebieg reakcji:
- Inicjowanie: w pierwszym etapie chlor, najczęściej pod wpływem promieniowania UV, ulega rozpadowi na wolne rodniki, inicjujące łańcuch reakcji.

Cl2 → Cl• + Cl•
- Propagacja: wolne rodniki chloru reagują z metanem, tworząc rodnik metylowy, który następnie w reakcji z wolnym chlorem tworzy produkt (jeden z wielu) chlorowania i kolejny wolny rodnik zdolny do dalszych reakcji:

CH4 + Cl• → CH3• + HCl
CH3• + Cl2 → CH3Cl + Cl•
CH3Cl + Cl• → CH2Cl• + HCl
CH2Cl• + Cl2 → CH2Cl2 + Cl•
itd..
Chlorowanie przebiega do mono- i wielopodstawionych chloropochodnych metanu: CH3Cl, CH2Cl2, CHCl3 i CCl4.
- Zakończenie łańcucha reakcji – może zajść na wiele sposobów. Najczęściej jest to spowodowane rekombinacją się dwóch wolnych rodników, która prowadzi do powstania niereaktywnych cząsteczek:

CH3• + Cl• → CH3Cl
- Produktami ubocznymi reakcji chlorowania metanu są węglowodory o dłuższych łańcuchach i ich chloropochodne. Jednym z nich jest etan, który powstaje podczas rekombinacji dwóch rodników metylowych:

CH3• + CH3• → C2H6

### Bromowanie etenu
Bromowanie etenu jest przykładem reakcji halogenowania alkenów, która przebiega zgodnie z mechanizmem addycji elektrofilowej.
Przebieg reakcji:
Elektrony wiązania π etenu atakują cząsteczkę bromu. Powstaje kompleks π. Wiązanie pomiędzy atomami bromu ulega polaryzacji i pęka tworząc jon bromoniowy i bromkowy:
Jon bromkowy (Br–) atakuje karbokation od drugiej strony niż przyłączony w pierwszej kolejności atom halogenu tworząc dibromopochodną etanu w konformacji s-trans (w konformacji antyperiplanarnej)

### Chlorowanie benzenu
Benzen pod wpływem światła może ulec perchlorowaniu do heksachlorocykloheksanu (HCH). Reakcję tę po raz pierwszy przeprowadził Michael Faraday w roku 1825 wykorzystując światło słoneczne:
Jeśli chlorowanie prowadzi się nie pod wpływem światła, lecz w obecności katalizatora o własnościach silnego kwasu Lewisa (np. AlCl3 lub FeCl3), nie ma ona charakteru wolnorodnikowego, lecz substytucji elektrofilowej (reakcja Friedla-Craftsa). Rolą katalizatora jest wytworzenie dodatniego czynnika elektrofilowego Cl+:
AlCl3 + Cl2 → AlCl4– + Cl+
W przypadku związków aromatycznych z bocznym łańcuchem alkilowym (np. toluenu) podczas reakcji w obecności katalizatora (AlCl3) następuje podstawienie pierścienia aromatycznego w pozycje orto- i para-. Gdy zaś reakcję prowadzi się w warunkach sprzyjającym tworzeniu wolnych rodników (światło, nadtlenki) atom halogenu ulega podstawieniu w łańcuchu bocznym.